# Nicoară Potcoavă (roman)
Nicoară Potcoavă este un roman istoric scris de Mihail Sadoveanu și publicat pentru prima oară în volum în anul 1952 de către Editura Tineretului din București. Este ultimul roman al scriitorului, reluând acțiunea romanului Șoimii (1904), publicat de autor cu aproape o jumătate de secol în urmă. Subiectul celor două romane este același, dar există deosebiri semnificative de substanță între cele două cărți.
Acțiunea romanului se petrece în Principatul Moldovei după uciderea domnitorului patriot Ioan Vodă cel Viteaz (1572–1574) și urcarea pe tron a lui Petru Șchiopul. Romanul prezintă luptele pentru putere din Moldova, fiind inspirat din viața lui Ioan (Nicoară) Potcoavă. Frate după mamă al domnitorului ucis, hatmanul Nicoară Potcoavă întreprinde în Moldova o incursiune fără succes pentru a-l pedepsi pe trădătorul Irimia Golia, iar apoi se întoarce în tabăra cazacilor zaporojeni de pe malurile Niprului, cu care pregătește o acțiune militară mai amplă pentru a-l alunga pe uzurpatorul Petru Șchiopul și a prelua domnia țării.
Nicoară Potcoavă preia tema datoriei și a dragostei din romanul său de tinerețe, aducând o perspectivă istorică mai precisă și o viziune filozofică profundă asupra istoriei. Spre deosebire de romanele istorice mai vechi, accentul este pus aici pe o meditație asupra istoriei și pe folosirea unui limbaj de factură cronicărească.

## Rezumat
După moartea lui Ștefan cel Mare (1504), Țara Moldovei trecuse prin mai multe urgii: epidemii de ciumă, foamete și mai ales nenumărate războaie pentru stăpânirea țării. Spre sfârșitul primăverii anului 1576, un grup de oșteni moldoveni în frunte cu Nicoară Potcoavă (fratele după mamă al fostului domn Ion-Vodă cel Viteaz ce se refugiase după Bătălia de la lacul Cahul (1574) în tabăra cazacilor zaporojeni de la Pragurile Niprului și devenise hatman) și cu fratele său, Alexandru, traversează Nistrul și atacă palatul domnesc de la Iași, dar este nevoit să se retragă după o încăierare cruntă cu turcii în urma căreia Nicoară este grav rănit. Pentru a-i păcăli pe urmăritori, grupul lui Nicoară pornește înspre vest, făcând un scurt popas la casa din Dăvideni a mazilului Andrei Dăvideanu, socrul pârcălabului Irimia Golia. Grupul rămâne acolo timp de câteva zile, până ce i se vindecă rana lui Nicoară. Între timp, mezinul Alexandru se îndrăgostește de Ilinca, nepoata mazilului. Apariția în sat a iscoadelor domnești grăbește plecarea grupului înspre nord.

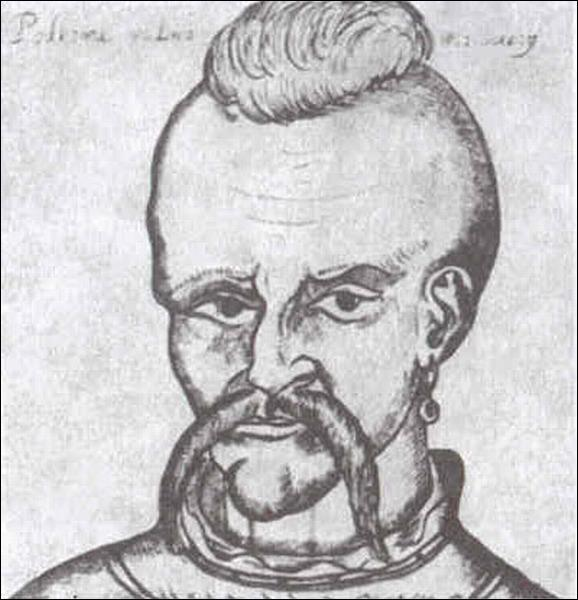
Singurul portret cunoscut al lui Ioan (Nicoară) Potcoavă imprimat într-un album polonez de la începutul secolului al XVII-lea.

Grupul de viteji se îndreaptă înspre codrii de pe văile Șomuzului și Siretului, trecând pe la Mănăstirea Pobrata, prin Dolheștii hatmanului Șendrea, pe la moara lui Barbacot de pe valea Șomuzului, ajungând în final la curtea ruinată a lui Iurg Liteanul de la confluența Sucevei cu Siretul, unde se născuseră cei doi frați Potcoavă. Drumeții pribegi trec Siretul pe podul de șaici de la Vercicani, apoi Prutul pe un pod din dubasuri la un vad din amonte de Ștefănești și, însoțiți de vatamanul Agapie și de căpitanul Mitrea, străbat codrii Basarabiei înspre vadul Lipșei de peste Nistru. Grupul pribegilor, întărit cu răzeșii credincioși de prin satele din apropiere, este așteptat în Valea Oilor de bulucul turco-moldovean condus de baș-ceaușul Sefer de la Vadu Rașcului și, fiind ziua de vineri în care musulmanilor li se interzice să verse sânge, se hotărăște organizarea unei lupte corp la corp între Sefer și Alexandru Potcoavă, care urma să decidă rezultatul confruntării. Mezinul câștigă lupta, iar Sefer este ucis după ce încercase să-l atace mișelește pe oșteanul moldovean.
Grupul lui Nicoară Potcoavă trece Nistrul pe la vadul Lipșei și este primit pe malul ucrainean de pan Tadeus Kopițki și de dregătorii târgului Movilău, care fuseseră anunțați de sosirea hatmanului printr-o scrisoare trimisă anterior. Hatmanul se îndreaptă apoi spre Brațlau pentru a se întâlni cu pârcălabul Țopa, ce fusese trimis acolo cu misiune. După un sfat cu cămătarul evreu Iacob („Cubi”) Lubiș, care-l pune la curent cu noutățile din Lehia, Nicoară Potcoavă se duce la casa sa de la Zid Negru (Ciornaia Stenà), de pe malurile Niprului. Hatmanul Costandie Șah strânsese 15 sotnii de cazaci în taberele de la Lunca Mare și de la Ostrovul Moldovenilor, cărora li se adaugă în primăvara anului 1577 o parte din foștii oșteni ai lui Ion-Vodă, fugiți de traiul greu din Moldova din vremea domniei lui Petru Șchiopul. Printr-o scrisoare trimisă de presvitera Olimbiada, Nicoară află că jupânița Ilinca este îndrăgostită de el și nu de fratele său mai mic.
În septembrie 1577 Nicoară Potcoavă este înștiințat de către Demir Ghirai, hanul tătarilor din Bugeac, că baș-buluc-bașa Cigala, ucigașul lui Ion-Vodă, va sosi la vânătoare în mlaștinile de la Cazac-Bunar. Între cei doi are loc o confruntare, dar ucigașul reușește să fugă și, fiind urmărit, pătrunde cu calul în mlaștină și se scufundă acolo. La începutul lunii noiembrie 1577, cele 30 de sotnii ale lui Nicoară Potcoavă, împreună cu 40 de sotnii ale hatmanului Șah se îndreaptă spre Moldova. Pe drumul spre Nistru este prins și ucis boierul Gavril Ciohoranu, care se refugiase la Iampol și trădase lupta de eliberare a Moldovei de sub turci. Sotniile trec Nistrul la 12 noiembrie 1577 și se îndreaptă organizat înspre toate trecerile de frontieră pentru a-i prinde pe boierii trădători. Domnul Petru Șchiopul părăsise însă Moldova cu două săptămâni în urmă, plecând spre Țarigrad.
Oastea lui Nicoară Potcoavă intră în Iași fără a întâmpina vreun obstacol. Noul domn numește ca dregători pe oamenii săi de încredere: moș Petrea Gânj devine mare armaș, Radu Suliță – vel logofăt, Alexa Totârnac – stolnic, iar Mitrea Lăcusteanul – medelnicer. Sunt organizate judecățile boierilor ce l-au trădat pe Ion-Vodă, iar celor vinovați de vânzare de țară li se taie capul. Mezinul Alexandru pleacă la Dăvideni, dar își pierde mințile după ce află că jupânița Ilinca murise în ziua de Sântilie (20 iulie). Fiind anunțat că pârcălabul Irimia Golia adunase o oaste de strânsură cu care se îndrepta spre Iași, Nicoară Potcoavă și apropiații săi organizează o capcană, prinzându-l viu pe vânzătorul lui Ion-Vodă. Boierul este executat în fața curții domnești la 19 decembrie 1577, iar mezinul Alexandru, cu mințile rătăcite, îl înjunghie mortal pe căpitanul Petrea și apoi se sinucide. Cu acest prilej, Nicoară află de la asaulul cazac Elisei Pokotilo și de la presvitera Olimbiada că bătrânul oștean era tatăl fraților Potcoavă. Cei doi luptători (tată și fiu) sunt înmormântați două zile mai târziu lângă biserica de lemn „Sfântul Nicolae cel Sărac” de sub dealul Copoului, organizându-se tot atunci și pomenirea lui Ion-Vodă cel Viteaz.
După ospățul domnesc, Nicoară Potcoavă anunță că renunță la domnie și se întoarce la Pragurile Niprului. El este însoțit de cazacii lui Șah și Pokotilo, de oștenii moldoveni de încredere și de presvitera Olimbiada. După plecarea sa, turcii îi amenință pe polonezi că-i vor ataca cât timp Nicoară Potcoavă va găsi refugiu pe pământurile lor. Adus cu promisiuni mincinoase la Liov, hatmanul Potcoavă este întemnițat și apoi executat. Fostul domn al Moldovei își primește pedeapsa cu demnitate, grăind că Polonia este o țară de mișei îngenuncheați la picioarele păgânilor turci și că regele Ștefan Báthory s-a acoperit pe veci de rușine pentru această faptă. După moartea fostului domn, oștenii moldoveni conduși de Ghiță Botgros (pe care zaporojenii l-au numit Iuri Botgrozna) au pornit o răsmeriță în oraș, ucigându-l pe trădătorul Roman Barbă-Roșă și răpind corpul hatmanului pentru a-l îngropa la Zid Negru, într-o peșteră ascunsă în stâncăriile Niprului.
În iulie 1578 fostul tâlhar Neculai Strămurare se întoarce în Moldova pentru a se retrage la un schit îndepărtat din apropierea Tazlăului. Poposind împreună cu Ile Caraiman la hanul lui Gorașcu Haramin, el află că tot mai mulți țărani moldoveni vor să treacă Nistrul pentru a se alătura cetei conduse de viteazul oștean Iuri Botgrozna și hotărăște să-i conducă la Pragurile Niprului. Credinciosul Strămurare afirmă că deși „măria sa Nicoară a trecut ca un vis al noroadelor”, faptele sale de arme au intrat în legendă (potrivit dictonului latin „non omnis moriar” al lui Horațiu evocat pe eșafod) și îi vor inspira și pe alți viteji să lupte pentru eliberarea țării. „Din duhul său care nu se stânge ne-om aprinde noi și alții de după noi cum se aprinde lumină din lumină”, încheie profetic oșteanul moldovean.

## Structură
Romanul este împărțit în 39 de capitole numerotate cu cifre romane și având următoarele titluri:
- I – La hanul lui Gorașcu Haramin
- II – Sfat în doi și întâlnire cu mai mulți
- III – Popas la apa Moldovei
- IV – Casa mazâlului
- V – Presvitera Olimbiada
- VI – Vorbe, la casa logofătului Iorgu
- VII – Povești vechi
- VIII – Vânătoare sub piscul Bourei
- IX – Badea Ghiță și căpităneasa
- X – Nicoară Potcoavă și visurile nepoatei
- XI – Județul lui Alexandru mezinul
- XII – Ospăț de plecare
- XIII – Sfat de drum
- XIV – Mănăstirea cea din pustie
- XV – Curtea lui Iurg
- XVI – La Siret și la Prut
- XVII – Căprioara
- XVIII – Răzăși moldoveni
- XIX – Solia căpitanului negrean
- XX – Mezin cel viteaz
- XXI – Amintiri de la apa Moldovei
- XXII – Domnia sa Roman Barbă-Roșă
- XXIII – Cubi Lubiș filosof
- XXIV – La Zid Negru
- XXV – Moș Elisei Pokotilo
- XXVI – Nălucire
- XXVII – Vânătoare de cai sălbatici
- XXVIII – Carte de la Olimbiada presvitera
- XXIX – Ostroveni
- XXX – Cigala
- XXXI – Steaua cu coadă și alte semne
- XXXII – Boierul de la Iampol
- XXXIII – Sotniile trec Nistrul
- XXXIV – La scaunul țării Moldovei
- XXXV – Temelii ale puterii domnești
- XXXVI – Divan de judecată
- XXXVII – Prietinul și cumătrul Neculai Strămurare
- XXXVIII – Aici, la curtea veche...
- XXXIX – Istorisirea cumătrului Neculai

## Personaje
- Nicoară Potcoavă poreclit „Crețul” — oștean moldovean și hatman al cazacilor zaporojeni de la Pragurile Niprului,[8] fratele după mamă al lui Ion-Vodă cel Viteaz, fiul sotnicului Petrea și al jupânesei Calomfira (soția legiuită a cneazului Iurg Liteanul), a fost crescut în casa negustorului armean Mati Harian din Liov, a studiat la Bar și s-a pregătit în meșteșugul armelor cu cazacii zaporojeni; locuiește la Zid Negru (pe malurile Niprului)
- Alexandru Potcoavă — oștean moldovean, fratele lui Nicoară, mai tânăr cu opt ani decât acesta, a studiat la Bar
- moș Petrea Gânj — fost sotnic în oastea lui Ștefăniță Vodă, mai-marele curții lui Ștefan Lăcustă, apoi căpitan în pedestrimea lui Ion-Vodă cel Viteaz, luptător încercat, tatăl adevărat al fraților Potcoavă
- Radu Suliță — originar de sub Întorsura Buzăului, fost ucenic la episcopie, oștean lefegiu în Moldova, diac la logofeția cea mare în timpul lui Ion-Vodă
- Ile Caraiman — rob țigan eliberat de Ion-Vodă, lăutar originar din Runc
- Alexa Totârnac poreclit „Vulpea” — oștean moldovean în slujba fraților Potcoavă, originar din zona Dăvidenilor, fiul judelui din Filipeni
- Ștefan a Mariei și Gheorghe Stângaciu — oșteni de încredere ai fraților Potcoavă, frați de cruce din Ținutul Sorocii
- Toader Ursu și Crăciun Harbuz — oșteni de încredere ai fraților Potcoavă, mustăcioși
- Andrei Dăvideanu — bătrân mazil din Dăvideni, socrul pârcălabului Irimia Golia
- Zenovia — soția mazilului Andrei Dăvideanu
- Ilinca — fiica pârcălabului Irimia Golia, crescută la curtea mazilului Andrei Dăvideanu
- presvitera Olimbiada — văduva preotului Dionis din Filipeni, vindecătoare știutoare de carte
- Iorgu Samson — logofătul curții boierești din Dăvideni
- Ghiță Botgros (Iuri Botgrozna) — slujitor la curtea boierească din Dăvideni, unde trăia ca un monah schivnic, urmașul lui David Călărețul
- popa Vasile Ciotică — preotul din Dăvideni, neștiutor de carte
- Costandie Șah — hatmanul cazacilor de pe Nipru
- Elisei Pokotilo — bătrân oștean cazac, prieten cu moș Petrea Gânj
- pan Tadeus Kopițki — prietenul lui Nicoară Potcoavă, fost căpitan în oastea lui Ion-Vodă, locuiește la Movilău
- Iacob (Cubi) Lubiș — negustor și cămătar evreu din Brațlau, cu înclinații filozofice, prietenul din copilărie al lui Nicoară Potcoavă.[8] Bunicul său, Moișa, trăise în ținutul Fălciului, iar Cubi, care cunoaște limba, obiceiurile și gândirea moldovenilor, continuă să păstreze legături cu Moldova: cumpără vin de aici și slujește ca informator, sfetnic, diplomat și vistiernic al hatmanului Potcoavă.[8]
- Gavril Pârjol Ciohoranu — răzeș din Buhăiești, vataman de răzeși în timpul domniei lui Bogdan Lăpușneanu, apoi pârcălab în timpul lui Ion-Vodă, refugiat la Iampol
- Irimia Golia — pârcălab de Hotin, cel care l-a trădat pe Ion-Vodă cel Viteaz
- Cigala — baș-buluc-bașă italian turcit, ucigașul lui Ion-Vodă cel Viteaz
- Neculai Strămurare — căpetenia unei cete de hoți din codrii Pietrăriei (o râpă stearpă din apropierea Pobratei) și apoi ai Bârnovei, prieten al monahilor de la Mănăstirea Pobrata; se alătură zaporojenilor
- Agapie Lăcustă — vatamanul pescarilor de la prutețul lui Axinte, a luptat în Bătălia de la Jiliște
- moș Mitrea — unchiul lui Agapie, fost căpitan de oști, a luptat în războaiele lui Ion-Vodă, cunoaște limba turcă
- Cozmuță Negrea — cumnatul lui Agapie, originar din Negreni, bun călăreț, fost căpitan de oști, a luptat în oștile lui Petru Rareș și Alexandru Lăpușneanu
- Agatanghel — frate de cruce cu Alexa Totârnac de la Dăvideni, portar la Mănăstirea Pobrata, ucis de Gavril Ciohoranu
- Anastasie — mitropolitul Moldovei
- Paisie — arhimandrit, starețul Mănăstirii Pobrata
- Roman Barbă-Roșă — boier mare cu opt moșii, epitropul Bisericii Uspenia din Movilău, a împrumutat 25 de taleri de la Costa Luli pe care i-a pierdut apoi la cărți prilejuind poprirea bisericii; l-a vândut pe Nicoară Potcoavă
- Costa Luli — cămătar venețian din Movilău, creditorul lui Roman Barbă-Roșă
- Gorașcu poreclit Haramin — hangiu de la intersecția drumurilor spre Roman și Piatra, spre Baia și spre valea Siretului, în apropiere de Tupilați
- Marga — căpităneasă văduvă din Mărgineni, pe care o iubește Ghiță Botgros

## Scrierea și publicarea romanului
În anul 1901, tânărul Mihail Sadoveanu scrisese un roman intitulat Frații Potcoavă, pe care-l concepuse în numai 15 zile. O variantă parțială a romanului (3 capitole) a apărut în foileton în anul 1902, sub titlul Frații Potcoavă, în numerele 1–6 ale revistei Pagini literare, cu semnătura M. S. Cobuz. Nemulțumit de prima versiune, Sadoveanu a modificat de mai multe ori textul romanului Frații Potcoavă, redenumindu-l Șoimii.” Varianta finală a romanului Șoimii a fost publicată în volum în august 1904, fiind editat de Editura Minerva din București. În același an Sadoveanu a mai publicat trei volume de povestiri și nuvele: Povestiri, Dureri înăbușite și Crâșma lui moș Precu, aceste patru cărți fiind primele sale volume publicate. Istoricul Nicolae Iorga scrie că anul 1904 „s-ar putea numi anul lui Sadoveanu”.
Nemulțumit de romantismul naiv al primului său roman, Mihail Sadoveanu s-a gândit multă vreme să-l refacă și a reluat subiectul la aproape 50 de ani de la publicarea variantei finale a Șoimilor, scriind romanul Nicoară Potcoavă, mult mai matur din punct de vedere literar. Romanul Nicoară Potcoavă a fost publicat în volum în anul 1952, fiind editat de Editura Tineretului din București.
Scriitorul renunță la stilul romantic, aducând o viziune critică asupra istoriei și introducând relatări mai ample ca în Hanu-Ancuței, în care evocarea Bătăliei de la lacul Cahul (1574) se face de către drumeții de la hanul lui Gorașcu Haramin într-un mod similar celebrelor taifasuri de la Hanul Ancuței. De asemenea, sunt introduse personaje pitorești ca înțelepta prezviteră Olimbiada, model al „vindecătorului popular” din literatura românească, o „mare farmazoană” ce cunoaște viitorul și tainele vieții omenești, sau cămătarul evreu Cubi Lubiș, prin care scriitorul confirmă vechimea evreilor pe teritoriile învecinate Moldovei și contribuția lor semnificativă la dezvoltarea economică și culturală a țării în care locuiau.

## Teme principale
Romanul Nicoară Potcoavă prezintă lupta pentru eliberarea țării de sub turci și conflictul social dintre masele populare (țărani și târgoveți) și boierii lacomi. Mai există și un conflict interior de esență corneilliană dintre datorie și sentiment.
Tema centrală a cărții o reprezintă tema datoriei. Toate personajele aflate în jurul lui Nicoară Potcoavă au jurat să răzbune trădarea și uciderea lui Ion-Vodă, iar respectarea jurământului constituie principala lor îndatorire, ce capătă uneori înfățișarea unui blestem. Tăria omului în angrenajul istoriei reiese însă din conștiința datoriei împlinite. Nicoară îi reamintește permanent această datorie mezinului Alexandru, mai doritor să aleagă bucuriile vieții: „Alexandre, războinicii călăresc pe caii furtunii. Câteodată greșesc. Greșala asta putea să fie greșala dinaintea morții. Am ieșit din ea teferi. Să nu mai greșim. Să cerșim broaștei cu covată încetineala, șarpelui înțelepciunea, de la crugul stelelor ceasul potrivit. Când ne vom ridica iar, răzbunarea să se împlinească fără greș ca o ananké a zeilor, cum o socoteau grecii vechi. Dar o pot săvârși câteodată și oamenii, dacă nu ocolesc pe la cele necuviincioase: mâncare, vin și muiere...”.
Scopul expediției militare a lui Nicoară Potcoavă în Moldova este unul idealistic și patriotic, hatmanul afirmând că oastea sa nu vine în țară pentru a o prăda, ci pentru a-i judeca pe ticăloși și pe trădători și a îmbunătăți traiul poporului. El vrea o domnie a libertății și a dreptății, intenționând să înlăture jaful și neorânduiala din țară.
Nicoară Potcoavă pare un învățat umanist, contemporan al Renașterii, cu o concepție superioară orânduirii feudale, după cum remarcă prietenul său, negustorul filozof Cubi Lubiș. Personajul cunoaște mai multe limbi străine, citește scrieri în limba latină și are o viziune proprie asupra istoriei eliberată de fatalism și misticism; el combină forța fizică cu cugetarea adâncă. Războinicul cugetă deseori la istoria omenirii, fiind un vizionar care anticipează viitorul: „După ce se va priboli lumea de lingoarea în care se află, [...], apoi să știți că se vor naște oameni noi care vor clădi o lume mai bună. Înflori-vor flori și se vor pârgui holde pe gunoaiele trecutului. Noi nu vom mai fi. Dar până atunci să lucrăm pentru dreptate, să împlinim poruncile pe care le-avem. [...] înnoirea sufletului omenesc nu se face decât cu durere. Unii își trăiesc viața, alții o închină unui vis; unii rămân singuri și se veștezesc, alții înflori-vor iarăși din moarte cu frații lor de mâne.” Dincolo de existența sa reală, personajul titular al romanului este în primul rând unul simbolic. Autorul îi creează o aureolă eroică de idealist social și-l idolatrizează, având mare grijă de a nu-i risipi iluzia romantică a instaurării unui egalitarism utopic, subliniază criticul Magda Popescu.
Scriitorul înfățișează în varii ocazii necazurile oamenilor de rând, confruntați cu lăcomia și abuzurile stăpânilor de pământuri și a dregătorilor domnești. Sosit în țară cu ajutor căzăcesc, Nicoară Potcoavă are ca obiectiv principal eliberarea țării de sub jugul turcesc, dar dorește, ca și Ion-Vodă cel Viteaz, să răzbune suferințele oamenilor de rând, striviți de biruri și de nedreptăți. Atunci când intră în capitala țării, populația orașului se răscoală și cere, ca în nuvela „Alexandru Lăpușneanul” a lui Costache Negruzzi, să i se predea pentru a fi judecat marele armaș Sima Ghiorț, vinovat de multe samavolnicii.
Deși nu are o formă științifică, conflictul social între clasele sociale este exprimat cu claritate încă de la începutul romanului: „Așa a gândit măria sa Lăpușneanu-Vodă să stârpească din țară lăcomia cătră norod și viclenia cătră Domn. Tot astfel la Moldova s-a iscat de la o vreme o buruiană îndărătnică și păgubitoare, căreia îi zice chir. Greu s-o stârpească plugarul, oricât ar tăia-o. Ba, de ce o tai, de ce odrăslește mai vârtos. Odată și odată poate, tot s-a cunoaște un meșteșug ce l-or scorni filosofii lumii să facă din chir buruiană bună și din boier om; ori să facă să nu mai fie. Mult pătimește această țară de răul lor”.

## Stil literar
Mihail Sadoveanu folosește în romanele sale istorice un limbaj cronicăresc arhaic nu din dorința de a crea efecte de vetustate, ci pentru a aduce cititorii mai aproape de spiritul acelor vremuri îndepărtate. Criticul George Călinescu afirma că „eroii lui M. Sadoveanu se mânie și suduie, fără erori de gramatică, se jălesc ca psalții pe glasurile canonice”. O expresie a obiceiurilor străvechi este adresarea politicoasă între prieteni și chiar și între membrii aceleiași familii. Autorul este atent aici la „viersul vorbirii”.
Romanul începe și se încheie asemănător cu evocări istorice realizate la hanul lui Gorașcu Haramin, un precursor al Hanului Ancuței. Dacă primul capitol prezintă legenda domniei lui Ion-Vodă cel Viteaz, „un leu la miazănoaptea Împărăției”, ultimul capitol încheie povestea lui Nicoară, sugerând ideea filozofică a trecerii inexorabile a timpului și intrarea eroului în legendă. Personajele se schimbă, dar viața continuă. Trecute printr-un lanț de naratori, întâmplările se deformează și intră în legendă.
Personajele au o vorbire domoală și ceremonioasă, dând impresia că nu se grăbesc deși sunt animați de dorința realizării datoriei. „Cartea se constituie, în fapt, dintr-o succesiune de divanuri (sfaturi) și mișcări în tăcere, până la un nou popas, unde „plăcerea de vorbă și aduceri-aminte” reînvie”, constată Eugen Simion. Personajele trăiesc din amintiri și realizează judecăți pline de tâlc cu privire la viață și istorie.
Mai multe episoade literare au un ecou mitic atât datorită folosirii unei exprimări cronicărești, cât și a alunecării poetice între planul real și cel fabulos sau a declanșării sugestive unor asociații mitice. Pot fi aduse ca exemple casa presviterei Olimbiada asemănată de personaje cu locuința Sfintei Vineri din basmele românești, străjuită de „copiii vrăciței”, „un ursuleț, un lupan și o bufniță”, precum și de o „cățelușă cu dinții de fier și cu măsele de oțel”, sau confundarea căpitanului Petrea Gânj ce-și fuma luleaua cu Sfântul Ilie, stăpânul furtunilor. O altă scenă cu valențe mitice este și vânătoarea lupului sur de către Nicoară, tulburat sufletește de cele citite în scrisoarea Olimbiadei. Mila față de animalul hăituit îi aduce o eliberare sufletească: „Lupul cel singuratic primise în ființa lui o parte din povara lui Nicoară”.
Moldova medievală străbătută de grupul lui Nicoară Potcoavă este o țară plină de semne ale trecutului. Multe locuri au rămas „neschimbate de la începutul zidirii”, fiind străjuite de ruine și de urmele unui trecut mitic. Confruntarea de tip cavaleresc a mezinului Alexandru cu Sefer baș-ceauș are loc în jurul unui corgan unde se afla scheletul unui războinic scit din antichitate. Oamenii au îndeletniciri străvechi, iar țăranii răzeși își apără pământurile cu uricele date de voievozii din vechime.

## Aprecieri critice

### Comparații întreȘoimiișiNicoară Potcoavă
Majoritatea criticilor literari au evidențiat romantismul romanului de tinerețe al lui Sadoveanu, precum și nerăbdarea autorului de a încheia socotelile cât mai curând cu personajele și de a limpezi cu superficialitate acțiunea.
Criticul Alex. Ștefănescu afirma că romanul Șoimii se caracterizează prin „romantismul naiv al subiectului, foarte vizibil”, ceea ce-l va determina pe autor să scrie la aproape o jumătate de secol romanul Nicoară Potcoavă, mai matur din punct de vedere literar. Șerban Cioculescu considera că „romantismul tardiv” al romanului este evidențiat prin „stilul său frenetic, abundent în expresii grandilocvente și retorice” precum „râuri de sânge”, „imensul vârtej de flăcări”, „ciocniri omerice”, „movile de morți”, „săpa un șanț prin zidul viu al dușmanilor” etc. Teodor Vârgolici afirma că Sadoveanu a creat un romantism aparte, specific sadovenian, denumit „romantism eroic”.
Comparând acțiunea din cele două romane (Șoimii și Nicoară Potcoavă), Constantin Ciopraga remarca diferența între „mișcarea romantică” din Șoimii și „înțelepciunea liniștită a maturității” din Nicoară Potcoavă, iar Cornel Regman scria că Nicoară Potcoavă este o epopee tristă din care „a dispărut orice urmă de iluzionare romantică și romanțioasă”, precum și „zgomotoasa iresponsabilitate a eroilor din Șoimii”.
Criticul Nicolae Manolescu considera că Șoimii este un roman „schematic și superficial epic, pripit”, „o nuvelă înrudită cu acelea de haiduci ale lui N.D. Popescu (lecturile de liceu ale viitorului scriitor)”. Spre deosebire de romanul său de tinerețe în care Sadoveanu manifestă un interes mai mare pentru acțiune, Nicoară Potcoavă are o complexitate narativă și un ton grav, autorul insistând mai mult pe descrierea personajelor și a mediului în care se petrece acțiunea, folosind o limbă literară mai frumoasă și plină de aforisme și oprindu-se deseori să mediteze cu privire la problemele vieții și la nedreptățile istorice.

### Importanța romanului
Nicoară Potcoavă nu este doar un simplu roman istoric, ci încearcă să reînvie „vremea fericită” a unei Moldove atemporale, care-și trage originea din mitul lui Ștefan cel Mare. Romanul face o comparație subtilă și rafinată între vremurile fericite din trecut și prezentul nevrednic, marcat de ticăloșie și de trădare, conferindu-i scrierii aspectul unei cronici savante de tip bizantin.
Scris într-o perioadă de maturitate deplină a autorului, Nicoară Potcoavă demonstrează o înțelegere superioară a istoriei Moldovei și a relațiilor sociale din acea vreme. Academicianul Eugen Simion îl considera „o scriere de înțelepciune bătrânească și mai puțin o povestire istorică”, deoarece acțiunea epică dobândește o importanță secundară. Există însă și unele exagerări; spre exemplu, previziunile social-istorice ale lui Nicoară Potcoavă cu privire la eliberarea socială par nepotrivite într-un secol marcat de un fatalism religios. „Limba și filozofia faptelor mărunte de viață constituie latura cea mai puternică, sub raport estetic, a acestei cărți scrise în amurgul vieții povestitorului când privirea lui se deschide cu o melancolică seninătate spre un trecut de întâmplări năprasnice”, concluzioneaă criticul.

## Traduceri
Romanul Nicoară Potcoavă a fost tradus în mai multe limbi străine: 
- maghiară (Nikora Potkova, Ifjúsagi Könyvkiadó, București, 1954; traducere de László Szabédi;[37][38] reeditată în 1955 de Szépirodalmi Könyvkiadó din Budapesta),[39]
- bulgară (Никоара Поткоава, Narodna Kultura, Sofia, 1954; traducere de Vasile Christu),[37][38]
- cehă (Soud Nikoary Podkovy, SNKLHU, Praga, Cehoslovacia, 1955; traducere de Vladimir Hořejši,[37][39][40] traducerea versurilor de Jan Vladislav, prefață de Marie Kavková),[40]
- franceză (Nicoara Fer à Cheval, Les Éditeurs Français Réunis, Paris, 1955; traducere de André Kedros),[37][41]
- rusă (Никоарэ Подкова, Государственное издательство иностранной литературы, Moscova, RSFS Rusă, 1955; traducere de Mihail Fridman),[37][39]
- ucraineană (Нікоаре Поткоаве, Derjlitvidav, Kiev, RSSU, 1957; traducere de Stanislav Semcinskii),[42]
- engleză (Nicoară Potcoavă, Meridiane Publishing House, București, 1963)[43] și
- germană (Reiter in der Nacht, Verlag der Nation, Berlinul de Est, 1971; traducere de Thea Constantinidis; reeditată în 1971 de Editura Kriterion din București).[44]